# Ненад Тумара
Ненад Тумара (Кордунски Љесковац код Слуња, 1953 – 23. мај 2022) био је српски пјевач, композитор и текстописац, извођач крајишке изворне пјесме, солиста крајишких састава Петрова гора и Звуци Баније.

## Биографија
Рођен је 1953. године у Кордунском Љесковцу код Слуња.
Музиком се почео бавити још у раној младости. Био је побједник манифестације Први глас Слуња 1973. године, са пјесмом Платно бијели Сарајка дјевојка. Први носач звука (музичку касету) снима, као солиста, са групом Петрова гора 2003. године, за издавачку кућу Нина трејд из Београда (из Сурчина). Године 2007. Тумара прелази у крајишку групу Звуци Баније, музички састав који је настао 2006. године у Сремској Митровици, а основао га је бивши члан Петрове горе Драган Петровић, скупа са још једним бившим чланом Петрове горе Станком Петковићем. У овој групи Тумара наступа као солиста до гашења групе. Са групом Звуци Баније снимио је један музички албум, за издавачку кућу Мелодија рекордс (која послује у оквиру медијске куће Дуга) 2007. године. На овом албуму налази се и пјесма Мани, мала. Изведба ове пјесме, уз први глас Ненада Тумаре, сматра се једном од најбољих изведаба ове крајишке пјесме.
Ненад Тумара је био један од цјењенијих вокала крајишке изворне пјесме. Осим као пјевач, истакао се и као композитор и текстописац. Аутор је једног броја крајишких пјесама. У родном крају је имао надимак Љесковачки Славуј.

## Приватни живот
До 1995. живио је у Републици Српској Крајини. Његов рођени брат живи у Њемачкој. Са мајком, која је 1926. годиште, био је подстанар до 2017. године, када му је у оквиру Регионалног стамбеног програма направљена кућа у Пећинцима. Преминуо је 23. маја 2022. године.